# Nguyễn Khắc Cần (Hoàng giáp)
Nguyễn Khắc Cần (chữ Hán: 阮克勤; 1817-1868), hiệu Dật Khanh (逸卿), là một danh thần triều Nguyễn.

## Cuộc đời và sự nghiệp
Ông còn có tên là Nguyễn Khắc Lệ. Theo Văn bia đề danh Tiến sĩ khoa thi Hội năm Mậu Thân 1848 thì ông là người thôn Trung Hà, tổng Bính Quán, huyện Yên Lạc, phủ Vĩnh Tường, tỉnh Sơn Tây (nay thuộc xã Trung Hà, huyện Yên Lạc, tỉnh Vĩnh Phúc), sinh vào năm Đinh Sửu (1817).
Ông đỗ Cử nhân năm Nhâm Dần 1842 (niên hiệu Thiệu Trị thứ 2). Sáu năm sau, ông đỗ Hội nguyên khoa thi Ân khoa năm Mậu Thân 1848, vào thi Đình đỗ tiếp Đình nguyên Hoàng giáp, khi mới 32 tuổi. Do ông đỗ đầu 2 kỳ thi Hội và thi Đình, nên ông còn có biệt danh là Song nguyên Trung Hà.
Sau khi đỗ đạt, ông được triều đình bổ dụng, lần lượt giữ các chức quan Hàn lâm viện Tu soạn, Nội các thừa chỉ (1849), Đốc học Bắc Ninh (1850). Năm Tự Đức thứ 6 (1853), được thăng chức Thị giảng học sĩ ở viện Tập Hiền, sung Kinh diên khởi cư chú. Năm Tự Đức thứ 9 (1856), đổi làm Án sát Quảng Bình, sau được điều về Kinh giữ chức Biện lý Lại bộ sự vụ, rồi đổi làm Án sát Nghệ An.
Từ tháng 11 năm Tự Đức thứ 14 (1861), ông đổi tên là Nguyễn Khắc Mại, hay Nguyễn Mại, vì có sắc chỉ kiêng húy chữ Cần. Sau đó ông được thăng hàm Quang lộc Tự khanh, lĩnh Bố chánh Thái Nguyên (1865). Sau thăng Hữu tham tri (chức quan dưới Thượng thư, trên Thị lang) bộ Hình hàm tòng nhị phẩm (1866). Đầu năm Tự Đức thứ 21 (1868), đổi làm thự Tuần phủ Hà Nội. Tháng Ba (âm lịch) năm Tự Đức thứ 21 (1868), sung chức Tham tán quân thứ Lạng Bình, cùng dự việc tiễu trừ thổ phỉ Ngô Côn, tàn quân Thái Bình Thiên Quốc. Tháng Bảy (âm lịch) năm đó, trong một trận giao tranh để cố thủ đồn Tú Sơn, thuộc Lạng Sơn, ông cùng với Lãnh binh sung Phó đề đốc Nguyễn Viết Thành tử tiết tại trận. Triều đình truy tặng ông hàm Tư thiện đại phu, Thượng thư bộ Binh.

## Tác phẩm
Tác phẩm của ông hiện còn gồm: 
- Song nguyên Trung Hà văn tập (A.2641).
- Bài văn sách thi Đình, tức bài đối sách của ông trong kỳ thi Đình năm Mậu Thân (1848), đóng trong Quốc triều Đình đối văn sách (VHv 329/1) hay Quốc triều đăng long văn tuyển.
- Từ chỉ bi ký (No.14771) (hiện vật của bia này hiện đặt trong khuôn viên đình làng Lưỡng Quán, xã Trung Kiên huyện Yên Lạc).

Ngoài ra, ông cũng có bài trong sách Tân giang văn tập.